# Herbert Schaffarczyk
Herbert Schaffarczyk (* 2. Juli 1901 in Königshütte/Oberschlesien; † 17. April 1979 in Bonn) war ein deutscher Diplomat.

## Leben
Herbert Schaffarczyk studierte Rechtswissenschaft und Staatswissenschaften und wurde Volljurist. 1925 wurde er mit dem Thema § 1404 BGB und seiner Anwendbarkeit auf das Gesamtgut der vertragsmäßigen Güterstände an der Universität Breslau zum Doktor der Rechtswissenschaften promoviert.
Von 1930 bis 1933 war er Mitglied der Deutschen Zentrumspartei. Von 1925 bis 1936 war Schaffarczyk Assessor und Richter im Justizdienst. Dabei wurde er 1931 zum Landgerichtsrat befördert. In der Zeit des Nationalsozialismus war er von 1936 bis 1938 und von 1939 bis 1943 zum Auswärtigen Amt abgeordnet. Von 1938 bis 1939 und 1944 arbeitete er als Richter im Justizdienst. Er war Justiziar und Aufsichtsratsmitglied der Kontinentale Öl AG.
Von 1944 bis 1950 leitete Schaffarczyk ein Hauptamt des Magistrats von Groß-Berlin.
Am 15. September 1950 trat er in den auswärtigen Dienst der Bundesrepublik Deutschland. 1952 war Schaffarczyk mit Spanien befasst. Er hatte neben Otto Lenz ein Haus in Bad Godesberg gebaut. Lenz hatte ihn als Leiter der Abteilung Personal, eine Schlüsselposition im Auswärtigen Amt, vorgesehen. Im Rahmen der Demontage von Lenz wurde Schaffarczyk als Generalkonsul nach Barcelona entsandt, wo er vom 4. Oktober 1953 bis 24. März 1959 Exequatur hatte.
Am 30. April 1966 wurde Herbert Schaffarczyk in den Ruhestand versetzt.